# Daniel Nannskog
Daniel Nannskog (* 22. května 1974, Helsingborg, Örebro, Švédsko) je bývalý švédský fotbalový útočník a reprezentant, později fotbalový trenér. Mimo Švédsko hrál na klubové úrovni v Číně a Norsku.

## Klubová kariéra
Celkem dvakrát se stal v dresu Stabæku nejlepším kanonýrem nejvyšší norské fotbalové ligy:
- v sezóně 2006 nastřílel 19 gólů (26zápasová sezóna)
- v sezóně 2008 nastřílel 16 gólů (26zápasová sezóna)

## Reprezentační kariéra
V A-mužstvu švédské fotbalové reprezentace debutoval 14. 1. 2007 v přátelském utkání proti týmu Venezuely (prohra 0:2). Celkem odehrál v letech 2007–2009 za švédský národní tým 7  zápasů (všechny přátelské) a vstřelil 2 góly.